# Pescara Calcio 2003-2004
Questa pagina raccoglie le informazioni riguardanti il Pescara Calcio nelle competizioni ufficiali della stagione 2003-2004.

## Stagione
Nella stagione 2003-2004 il neopromosso Pescara disputa il campionato di Serie B, un campionato a 24 squadre, quindi lungo 46 giornate, molte infrasettimanali. La squadra abruzzese ottiene 46 punti con il terz'ultimo posto finale, sul campo retrocede in Serie C, ma viene ripescata con il Bari, giunto quart'ultimo, a seguito della mancata iscrizione di Ancona e Napoli al prossimo torneo cadetto. Il Pescara anche per questa stagione cadetta è allenato dal confermato Ivo Iaconi, il tecnico che l'ha riportata in Serie B, fino alla 43ª giornata, poi sostituito da Cetteo Di Mascio nelle ultime quattro giornate. Discreto il girone di andata con un bottino di 29 punti a metà classifica, e disastroso il girone di ritorno dei biancoazzurri, con soli 17 punti raccolti. L'amarezza della retrocessione sul campo si è stemperata con il ripescaggio a torneo concluso. Nonostante la retrocessione il Pescara ha potuto contare su un bomber di eccezione, il siciliano Emanuele Calaiò che ha firmato 21 reti.
Nella Coppa Italia Tim Cup il Pescara viene inserito nel gruppo 7 di qualificazione, ma di fatto disputa una sola gara, sconfitto a Messina (2-0) nella prima giornata, poi nelle due gare contro Napoli e Salernitana si rifiuta di giocare, partecipando alla proteste di quasi tutte le società di Serie B, per l'esagerato format del torneo cadetto.

## Rosa
| N. |                   | Ruolo | Calciatore             |
| -- | ----------------- | ----- | ---------------------- |
| 1  | Italia (bandiera) | P     | Saul Santarelli        |
| 2  | Italia (bandiera) | P     | Maurizio Pugliesi      |
| 3  | Italia (bandiera) | D     | Giuseppe Antonaccio    |
| 4  | Italia (bandiera) | D     | Alessandro Sbrizzo     |
| 5  | Italia (bandiera) | D     | Maurizio Caccavalle    |
| 6  | Italia (bandiera) | D     | Gaetano Lo Nero        |
| 6  | Italia (bandiera) | A     | Alessandro Iannuzzi    |
| 7  | Italia (bandiera) | C     | Carlo Luisi            |
| 8  | Italia (bandiera) | C     | Luca Minopoli          |
| 8  | Italia (bandiera) | C     | Daniele Amerini        |
| 9  | Italia (bandiera) | A     | Andrea Cecchini        |
| 9  | Italia (bandiera) | D     | Giammarco Frezza       |
| 10 | Italia (bandiera) | A     | Federico Giampaolo     |
| 11 | Italia (bandiera) | A     | Emanuele Calaiò        |
| 12 | Italia (bandiera) | P     | Gabriele Bartoletti    |
| 13 | Italia (bandiera) | D     | Nicola Carlo Pagani    |
| 14 | Italia (bandiera) | C     | Igor Giovanni Marziano |
| 15 | Italia (bandiera) | C     | Daniele Scartozzi      |
| 15 | Italia (bandiera) | D     | Ivan Artipoli          |
| 16 | Italia (bandiera) | D     | Antonio Aquilanti      |
| 17 | Italia (bandiera) | D     | Vittorio Micolucci     |

| N. |                   | Ruolo | Calciatore              |
| -- | ----------------- | ----- | ----------------------- |
| 18 | Italia (bandiera) | A     | Luca Paponetti          |
| 19 | Italia (bandiera) | C     | Ottavio Palladini       |
| 20 | Italia (bandiera) | C     | Daniele Croce           |
| 20 | Italia (bandiera) | D     | Giacomo Dicara          |
| 21 | Italia (bandiera) | C     | Marco Stella            |
| 22 | Italia (bandiera) | P     | Alessandro Marzuoli     |
| 23 | Italia (bandiera) | A     | Cristian Biancone       |
| 23 | Italia (bandiera) | C     | Andrea Carozza          |
| 24 | Italia (bandiera) | C     | Daniele Centofanti      |
| 25 | Italia (bandiera) | D     | Misterioso Mario Marini |
| 27 | Italia (bandiera) | C     | Daniele Russo           |
| 28 | Italia (bandiera) | P     | Alessandro Cesaretti    |
| 29 | Italia (bandiera) | A     | Fabio Alteri            |
| 30 | Italia (bandiera) | D     | Gianluca Colonnello     |
| 31 | Italia (bandiera) | D     | Tiziano Mucciante       |
| 32 | Cile (bandiera)   | A     | Julio Gutiérrez         |
| 33 | Italia (bandiera) | C     | Giorgio Gorgone         |
| 34 | Italia (bandiera) | A     | Daniel Ciofani          |
| 36 | Italia (bandiera) | C     | Davide Colacioppo       |
| 37 | Italia (bandiera) | C     | Stefano Bellè           |

## Calciomercato

### Sessione estiva
| Acquisti | Acquisti            | Acquisti  | Acquisti   |
| R.       | Nome                | da        | Modalità   |
| -------- | ------------------- | --------- | ---------- |
| D        | Gianluca Colonnello | Lecce     | definitivo |
| C        | Daniele Russo       | L'Aquila  | definitivo |
| D        | Giacomo Dicara      | Ancona    | definitivo |
| D        | Nicola Carlo Pagani | Reggina   | definitivo |
| C        | Marco Stella        | Piacenza  | prestito   |
| P        | Maurizio Pugliesi   | Grosseto  | definitivo |
| C        | Carlo Luisi         | Benevento | prestito   |
| D        | Maurizio Caccavale  | Ternana   | definitivo |
| A        | Fabio Alteri        | Cosenza   | definitivo |

| Cessioni | Cessioni               | Cessioni             | Cessioni   |
| R.       | Nome                   | a                    | Modalità   |
| -------- | ---------------------- | -------------------- | ---------- |
| C        | Simone Felci           | Giulianova           | definitivo |
| P        | Alessandro Cesaretti   | Bellinzona           | definitivo |
| D        | Dario Rossi            | Frosinone            | definitivo |
| C        | Guido Di Fabio         | Chieti               | definitivo |
| A        | Cristian Biancone      | Catanzaro            | definitivo |
| D        | Tiziano Maggiolini     | Virtus Lanciano      | definitivo |
| C        | Luca Bonfanti          | Teramo               | definitivo |
| D        | Rudy Nicoletto         | Lucchese             | definitivo |
| C        | Daniele Croce          | Taranto              | prestito   |
| C        | Daniele Scartozzi      | Grosseto             | definitivo |
| C        | Pasquale Apa           | Taranto              | definitivo |
| D        | Gianluca Zanetti       | Teramo               | definitivo |
| P        | Luca Sebastiano Aprile | Siracusa             | definitivo |
| P        | Alessandro Marzuoli    | Renato Curi Angolana | definitivo |

### Sessione invernale
| Acquisti | Acquisti            | Acquisti | Acquisti   |
| R.       | Nome                | da       | Modalità   |
| -------- | ------------------- | -------- | ---------- |
| A        | Julio Gutiérrez     | Udinese  | prestito   |
| C        | Giammarco Frezza    | Torino   | prestito   |
| C        | Daniele Amerini     | Venezia  | definitivo |
| C        | Giorgio Gorgone     | Cagliari | definitivo |
| A        | Alessandro Iannuzzi | Perugia  | definitivo |

| Cessioni | Cessioni          | Cessioni   | Cessioni      |
| R.       | Nome              | a          | Modalità      |
| -------- | ----------------- | ---------- | ------------- |
| A        | Andrea Cecchini   | Padova     | definitivo    |
| C        | Luca Minopoli     | Piacenza   | fine prestito |
| D        | Gaetano Lo Nero   | Lodigiani  | prestito      |
| C        | Daniele Scartozzi | Giulianova | definitivo    |

## Risultati

### Serie B

#### Girone di andata
| Arbitro: | Bergonzi (Genova) |

|                    |           |            |
| Abeijón 10’ (rig.) | Marcatori | 79’ Calaiò |

| Pescara 8 ottobre 2003, ore 20:30 2ª giornata | Pescara                   | 0 – 0 referto | Fiorentina | Stadio Adriatico (8087 spett.)\| Arbitro: \| Mario Mazzoleni (Bergamo) \| |
| Arbitro:                                      | Mario Mazzoleni (Bergamo) |               |            |                                                                           |

| Arbitro: | Brighi (Cesena) |

|                                     |           |  |
| Zola 4’ (rig.) Capone 32’ Suazo 42’ | Marcatori |  |

| Arbitro: | Dattilo (Locri) |

|               |           |  |
| Palladini 10’ | Marcatori |  |

| Arbitro: | Castellani (Verona) |

|              |           |               |
| Piá 26’, 58’ | Marcatori | 90’ Palladini |

| Arbitro: | Brighi (Cesena) |

|            |           |  |
| Calaiò 45’ | Marcatori |  |

| Arbitro: | Bolognino (Milano) |

|                            |           |                      |
| Corini 11’ (rig.) Pepe 86’ | Marcatori | 55’ (aut.) Di Donato |

| Arbitro: | Pellegrino (Barcellona Pozzo di Gotto) |

|                        |           |                     |
| Minopoli 8’ Calaiò 48’ | Marcatori | 31’ (rig.) Ferrante |

| Arbitro: | Castellani (Verona) |

|              |           |  |
| Gautieri 60’ | Marcatori |  |

| Arbitro: | Brighi (Cesena) |

|               |           |            |
| Bjelanović 7’ | Marcatori | 48’ Calaiò |

| Arbitro: | Giannoccaro (Lecce) |

|                         |           |                     |
| Giampaolo 58’ Bellé 82’ | Marcatori | 32’ Bogdani 63’ Lai |

| Arbitro: | Mario Mazzoleni (Bergamo) |

|                           |           |                         |
| Zaniolo 14’ Di Napoli 21’ | Marcatori | 7’ Calaiò 68’ Giampaolo |

| Pescara 9 novembre 2003, ore 15:00 13ª giornata | Pescara           | 0 – 0 referto | Livorno | Stadio Adriatico (5445 spett.)\| Arbitro: \| Bergonzi (Genova) \| |
| Arbitro:                                        | Bergonzi (Genova) |               |         |                                                                   |

| Arbitro: | Messina (Bergamo) |

|            |           |  |
| Calaiò 32’ | Marcatori |  |

| Arbitro: | Giannoccaro (Lecce) |

|                                      |           |                      |
| Dicara 10’ (aut.) Spinesi 58’ (rig.) | Marcatori | 51’ Pagani 78’ Russo |

| Arbitro: | Dondarini (Bologna) |

|            |           |  |
| Stella 43’ | Marcatori |  |

| Arbitro: | Bergonzi (Genova) |

|                  |           |  |
| Floro Flores 58’ | Marcatori |  |

| Pescara 7 dicembre 2003, ore 15:00 18ª giornata | Pescara             | 0 – 0 referto | Vicenza | Stadio Adriatico (3844 spett.)\| Arbitro: \| Castellani (Verona) \| |
| Arbitro:                                        | Castellani (Verona) |               |         |                                                                     |

| Arbitro: | Castellani (Verona) |

|                                           |           |  |
| Varricchio 67’ Bellotto 83’ Reginaldo 88’ | Marcatori |  |

| Arbitro: | Bergonzi (Genova) |

|            |           |  |
| Calaiò 26’ | Marcatori |  |

| Arbitro: | Girardi (San Donà di Piave) |

|              |           |  |
| Regonesi 67’ | Marcatori |  |

| Arbitro: | Giannoccaro (Lecce) |

|                 |           |              |
| Calaiò 22’, 90’ | Marcatori | 16’ Salvetti |

| Arbitro: | Morganti (Ascoli Piceno) |

|                             |           |  |
| Zampagna 18’, 65’ Frick 82’ | Marcatori |  |

#### Girone di ritorno
| Arbitro: | Mario Mazzoleni (Bergamo) |

|            |           |                |
| Dicara 37’ | Marcatori | 55’ Carparelli |

| Arbitro: | Nucini (Ravenna) |

|                      |           |             |
| Colonnello 7’ (aut.) | Marcatori | 71’ Amerini |

| Arbitro: | Bergonzi (Pescara) |

|  |           |              |
|  | Marcatori | 38’ Esposito |

| Arbitro: | Romeo (Verona) |

|                        |           |  |
| Saverino 29’ Rossi 88’ | Marcatori |  |

| Arbitro: | Messina (Bergamo) |

|                        |           |                     |
| Calaiò 29’, 55’ (rig.) | Marcatori | 70’ (rig.) Colacone |

| Arbitro: | Romeo (Verona) |

|                   |           |            |
| Pecorari 29’, 50’ | Marcatori | 16’ Pagani |

| Arbitro: | Girardi (San Donà di Piave) |

|  |           |                  |
|  | Marcatori | 4’ Toni 77’ Jeda |

| Arbitro: | Romeo (Verona) |

|                             |           |  |
| Rubino 36’ Pinga 63’ (rig.) | Marcatori |  |

| Pescara 14 marzo 2004, ore 15:00 32ª giornata | Pescara            | 0 – 0 referto | Atalanta | Stadio Adriatico (4442 spett.)\| Arbitro: \| Ayroldi (Molfetta) \| |
| Arbitro:                                      | Ayroldi (Molfetta) |               |          |                                                                    |

| Arbitro: | Paparesta (Bari) |

|                   |           |                |
| Calaiò 49’ (rig.) | Marcatori | 31’, 44’ Rossi |

| Arbitro: | Mario Mazzoleni (Bergamo) |

|           |           |                 |
| Tulli 71’ | Marcatori | 40’, 58’ Alteri |

| Arbitro: | Trefoloni (Siena) |

|            |           |                      |
| Alteri 75’ | Marcatori | 29’ Sullo 74’ Guzmán |

| Arbitro: | Nucini (Bergamo) |

|                                                                   |           |             |
| Lucarelli 28’ (rig.), 53’ (rig.) Protti 47’, 74’ Danilevičius 79’ | Marcatori | 76’ Gorgone |

| Arbitro: | Brighi (Cesena) |

|                         |           |            |
| Riccio 50’ Beghetto 65’ | Marcatori | 73’ Calaiò |

| Arbitro: | Castellani (Verona) |

|                          |           |  |
| Calaiò 75’ Palladini 90’ | Marcatori |  |

| Arbitro: | De Marco (Chiavari) |

|                            |           |  |
| Mascara 75’ Delvecchio 84’ | Marcatori |  |

| Arbitro: | Romeo (Verona) |

|           |           |                      |
| Russo 78’ | Marcatori | 32’ Zanini 65’ Tosto |

| Arbitro: | Carlucci (Molfetta) |

|               |           |               |
| Margiotta 72’ | Marcatori | 67’ Giampaolo |

| Arbitro: | Pieri (Genova) |

|            |           |                         |
| Calaiò 90’ | Marcatori | 6’ Ganci 74’ D'Agostino |

| Arbitro: | Saccani (Mantova) |

|                            |           |                        |
| Kutuzaŭ 29’, 74’ Tisci 75’ | Marcatori | 36’ Calaiò 81’ Sbrizzo |

| Arbitro: | Dattilo (Locri) |

|                              |           |                                       |
| Stella 4’ Calaiò 6’, 9’, 56’ | Marcatori | 5’ Possanzini 34’ Zoboli 55’ Raimondi |

| Arbitro: | Rosetti (Torino) |

|                                                 |           |                           |
| Myrtaj 24’ Adaílton 27’ Mazzola 43’ Agnelli 64’ | Marcatori | 36’, 73’ Calaiò 52’ Russo |

| Arbitro: | Cruciani (Pesaro) |

|                         |           |                  |
| Russo 45’ Paponetti 50’ | Marcatori | 2’, 62’ Zampagna |

### Coppa Italia

#### Gruppo 7
| Arbitro: | Dattilo (Locri) |

|                               |           |  |
| Zaniolo 45’ Parisi 84’ (rig.) | Marcatori |  |

| 26 agosto 2003 2ª giornata | Pescara | 0 – 3 Il Pescara non si è presentato in campo | Salernitana |  |

| 5 settembre 2003 3ª giornata | Pescara | 0 – 3 Il Pescara non si è presentato in campo | Napoli |  |

## Statistiche

### Statistiche di squadra
Statistiche aggiornate al 12 giugno 2005.
| Competizione | Punti  | In casa | In casa | In casa | In casa | In casa | In casa | In trasferta | In trasferta | In trasferta | In trasferta | In trasferta | In trasferta | Totale | Totale | Totale | Totale | Totale | Totale | DR  |
| Competizione | Punti  | G       | V       | N       | P       | Gf      | Gs      | G            | V            | N            | P            | Gf           | Gs           | G      | V      | N      | P      | Gf     | Gs     | DR  |
| ------------ | ------ | ------- | ------- | ------- | ------- | ------- | ------- | ------------ | ------------ | ------------ | ------------ | ------------ | ------------ | ------ | ------ | ------ | ------ | ------ | ------ | --- |
| Serie B      | 46     | 23      | 10      | 7       | 6       | 26      | 22      | 23           | 1            | 6            | 16           | 20           | 47           | 46     | 11     | 13     | 22     | 46     | 69     | -23 |
| Coppa Italia | Girone | 2       | 0       | 0       | 2       | 0       | 6       | 1            | 0            | 0            | 1            | 0            | 2            | 3      | 0      | 0      | 3      | 0      | 8      | -8  |
| Totale       | 46     | 25      | 10      | 7       | 8       | 26      | 28      | 24           | 1            | 6            | 17           | 20           | 49           | 49     | 11     | 13     | 25     | 46     | 77     | -31 |

### Andamento in campionato
| Giornata  | 1  | 2  | 3  | 4  | 5  | 6  | 7  | 8  | 9  | 10 | 11 | 12 | 13 | 14 | 15 | 16 | 17 | 18 | 19 | 20 | 21 | 22 | 23 | 24 | 25 | 26 | 27 | 28 | 29 | 30 | 31 | 32 | 33 | 34 | 35 | 36 | 37 | 38 | 39 | 40 | 41 | 42 | 43 | 44 | 45 | 46 |
| --------- | -- | -- | -- | -- | -- | -- | -- | -- | -- | -- | -- | -- | -- | -- | -- | -- | -- | -- | -- | -- | -- | -- | -- | -- | -- | -- | -- | -- | -- | -- | -- | -- | -- | -- | -- | -- | -- | -- | -- | -- | -- | -- | -- | -- | -- | -- |
| Luogo     | T  | C  | T  | C  | T  | C  | T  | C  | T  | T  | C  | T  | C  | C  | T  | C  | T  | C  | T  | C  | T  | C  | T  | C  | T  | C  | T  | C  | T  | C  | T  | C  | C  | T  | C  | T  | T  | C  | T  | C  | T  | C  | T  | C  | T  | C  |
| Risultato | N  | N  | P  | V  | P  | V  | P  | V  | P  | N  | N  | N  | N  | V  | N  | V  | P  | N  | P  | V  | P  | V  | P  | N  | N  | P  | P  | V  | P  | P  | P  | N  | P  | V  | P  | P  | P  | V  | P  | P  | N  | P  | P  | V  | P  | N  |
| Posizione | 14 | 15 | 20 | 13 | 16 | 13 | 14 | 12 | 15 | 16 | 15 | 16 | 17 | 13 | 14 | 10 | 12 | 11 | 15 | 13 | 15 | 13 | 15 | 15 | 15 | 17 | 18 | 17 | 19 | 19 | 19 | 20 | 21 | 20 | 21 | 21 | 21 | 20 | 20 | 21 | 21 | 21 | 22 | 22 | 22 | 22 |

Fonte:  Serie B 2005/2006, su calcio.com.
Legenda:

Luogo: C = Casa; T = Trasferta. Risultato: V = Vittoria; N = Pareggio; P = Sconfitta.